# Papa Bonifácio IX
Papa Bonifácio IX (em latim: Bonifatius IX; em italiano:  Bonifacio IX; Casarano, c. 1350 — Roma, 1 de outubro de 1404), nascido Pietro Tomacelli, foi o Papa da Igreja Católica de 2 de novembro de 1389 até sua morte. Foi o segundo Papa romano durante o Cisma do Ocidente. Durante esse período, os pretendentes de Avinhão, Clemente VII e Bento XIII, mantinham a Cúria Romana em Avinhão, sob a proteção da monarquia francesa. Ele é, até hoje, o último Papa a adotar o nome pontifício "Bonifácio".

## Primeiros anos
Bonifácio IX nasceu por volta de 1350 em Nápoles. Piero (também conhecido como Perino ou Pietro) Cybo Tomacelli era descendente de Tamaso Cybo, pertencente a uma influente família nobre de Gênova que se estabeleceu em Casarano no Reino de Nápoles. Uma fonte contemporânea alemã antipática, Dietrich de Nieheim, afirmou que ele era analfabeto (nesciens scribere etiam male cantabat). Não sendo teólogo treinado nem habilidoso nos negócios da Cúria, ele foi, no entanto, tático e prudente em uma era difícil, mas Ludwig Pastor, que passa rapidamente sobre seu pontificado, afirma: "Os numerosos esforços pela unidade feitos durante esse período formam um dos capítulos mais tristes da história da Igreja. Nenhum dos papas teve a magnanimidade de encerrar o terrível estado de coisas" renunciando. Após sua eleição no conclave papal de 1389, Alemanha, Inglaterra, Hungria, Polônia e a maior parte da Itália o aceitaram como papa. O restante da Europa reconhecia o Papa Clemente VII de Avinhão. Ele e Bonifácio se excomungaram mutuamente.
No dia anterior à eleição de Tomacelli pelos catorze cardeais que permaneceram fiéis ao papado em Roma, Clemente VII, em Avinhão, acabara de coroar um príncipe francês, Luís II de Anjou, como rei de Nápoles. O jovem Ladislaus era filho do rei Carlos III de Nápoles, assassinado em 1386, e de Margarida de Durazzo, descendente de uma linha que tradicionalmente apoiava os papas em suas lutas em Roma contra o partido antipapal na própria cidade. Bonifácio IX assegurou que Ladislaus fosse coroado Rei de Nápoles em Gaeta em 29 de maio de 1390 e trabalhou com ele na década seguinte para expulsar as forças angevinas do sul da Itália.

## Pontificado

Mapa mostrando o apoio a Avinhão (vermelho) e Roma (azul) durante o Cisma do Ocidente.

Durante seu reinado, Bonifácio IX finalmente extinguiu a problemática independência da comuna de Roma e estabeleceu o controle temporal, embora tenha sido necessário fortificar não apenas o Castel Sant'Angelo, mas também as pontes. Durante longas temporadas, foi forçado a viver em ambientes mais pacíficos, como Assis ou Perugia. Ele também tomou o porto de Ostia do seu Cardeal Bispo. Nos Estados Papais, Bonifácio IX gradualmente retomou o controle dos principais castelos e cidades, e refundou os Estados, como apareceriam no século XV.
O antipapa Clemente VII morreu em Avinhão em 16 de setembro de 1394, mas os cardeais franceses rapidamente elegeram um sucessor em 28 de setembro: o cardeal Pedro de Luna, que assumiu o nome de Bento XIII. Nos anos seguintes, Bonifácio IX foi solicitado a abdicar, até mesmo por seus apoiadores mais fortes: o rei Ricardo II de Inglaterra (em 1396), a Dieta de Frankfurt (em 1397), e o rei Venceslau da Alemanha (em Reims, 1398). Ele se recusou. A pressão por um concílio ecumênico também aumentou como a única maneira de romper o Cisma do Ocidente, mas o movimento conciliar não avançou durante o papado de Bonifácio.
Durante o reinado de Bonifácio IX, dois jubileus foram celebrados em Roma. O primeiro, em 1390, havia sido declarado por seu predecessor, Urbano VI, e foi amplamente frequentado por pessoas da Alemanha, Hungria, Polônia, Boêmia e Inglaterra. Várias cidades da Alemanha obtiveram os "privilégios do jubileu", como eram chamadas as indulgências, mas a pregação das indulgências levou a abusos e escândalos. O jubileu de 1400 atraiu a Roma grandes multidões de peregrinos, particularmente da França, apesar de uma praga desastrosa. O Papa Bonifácio IX permaneceu na cidade apesar disso.
No final de 1399, surgiram grupos de flagelantes, conhecidos como Bianchi ou Albati ("Penitentes Brancos"), especialmente na Provença, onde os Albigenses haviam sido exterminados menos de um século antes. Seus números se espalharam para a Espanha e o norte da Itália. Esses grupos evocaram memórias inquietantes das procissões de flagelantes errantes do período da Peste Negra, em 1348-1349. Eles marchavam de cidade em cidade, vestidos de branco, com os rostos encapuzados e uma cruz vermelha nas costas, seguindo um líder que carregava uma grande cruz. Rumores de um iminente julgamento divino e visões da Virgem Maria eram comuns. Eles cantavam o hino Stabat Mater durante suas procissões. Por um tempo, enquanto os Penitentes Brancos se aproximavam de Roma, ganhando seguidores ao longo do caminho, Bonifácio IX e a Cúria apoiaram seu entusiasmo penitencial, mas, quando chegaram a Roma, Bonifácio IX mandou queimar o líder deles na fogueira, e logo se dispersaram. "Bonifácio IX gradualmente desencorajou essas multidões errantes, presas fáceis para agitadores e conspiradores, e finalmente as dissolveu", como relata a Enciclopédia Católica.
Na Inglaterra, a pregação anticlerical de John Wyclif apoiava a oposição do rei e do alto clero ao hábito de Bonifácio IX de conceder benefícios eclesiásticos a favoritos da Cúria Romana. Bonifácio IX introduziu uma receita conhecida como annates perpetuæ, retendo metade da renda do primeiro ano de cada benefício concedido no Tribunal Romano. Os agentes do papa também vendiam não apenas um benefício vago, mas a expectativa de um; e, quando uma expectativa era vendida, se outro oferecesse uma quantia maior por ela, o papa anulava a primeira venda. O observador Dietrich von Nieheim relata que viu o mesmo benefício ser vendido várias vezes em uma semana e que o papa discutia negócios com seus secretários durante a missa. Houve resistência na Inglaterra, o mais firme apoiador do papado romano durante o Cisma: o Parlamento Inglês confirmou e estendeu os estatutos dos Provisores e Pragmatica Sanção de Eduardo III, dando ao rei poder de veto sobre as nomeações papais na Inglaterra. Bonifácio IX foi derrotado diante de uma frente unificada, e a longa controvérsia foi finalmente resolvida para a satisfação do rei inglês. No entanto, no Sínodo de Londres (1396), os bispos ingleses se reuniram para condenar Wyclif.

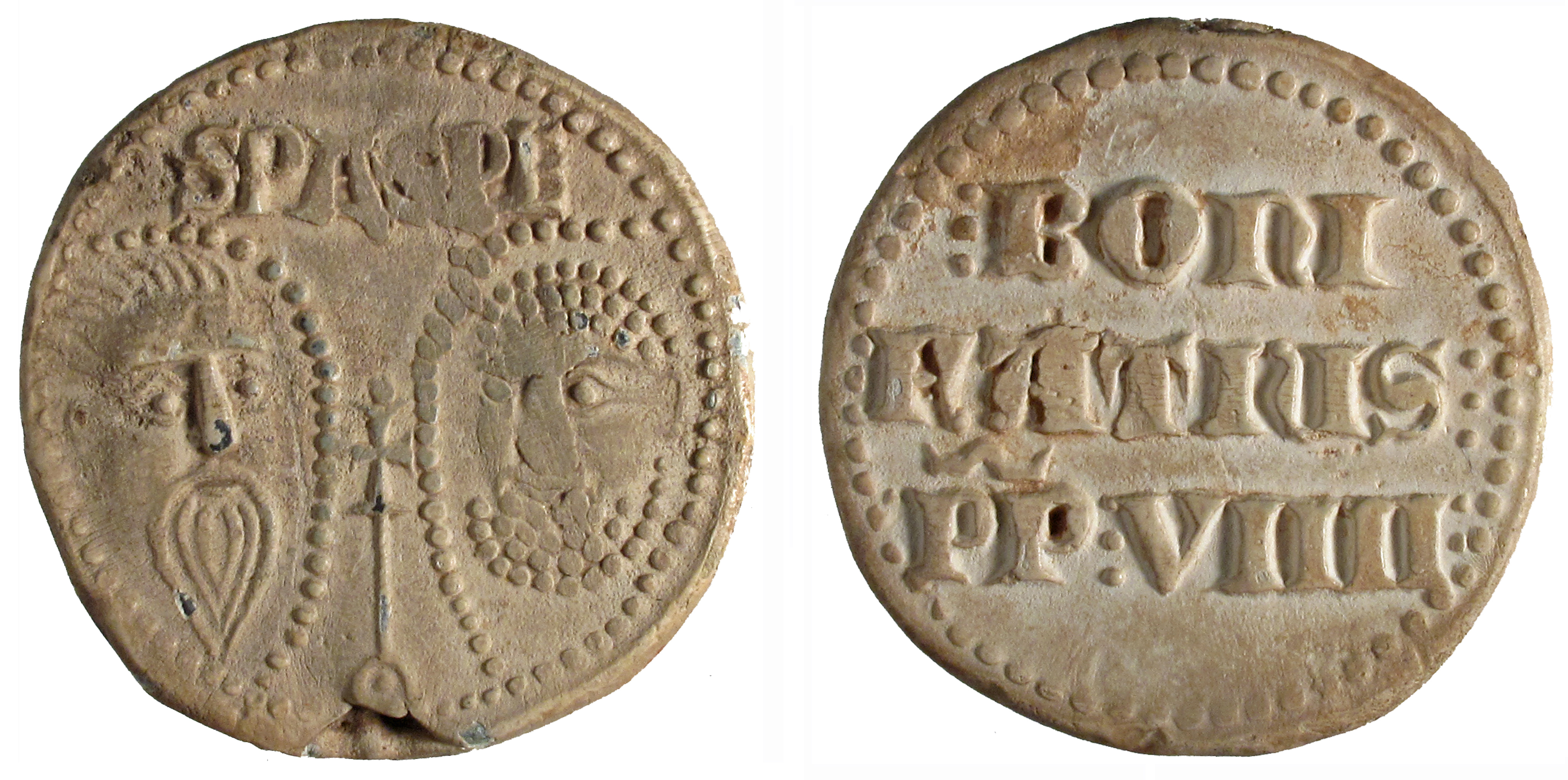
Bula de Bonifácio IX

 Na Alemanha, os príncipe-eleitores se reuniram em Rhense em 20 de agosto de 1400 para depor Venceslau como Rei da Alemanha e escolheram em seu lugar Rupert, Duque da Baviera e Conde Palatino do Reno. Em 1403, Bonifácio IX reconheceu Rupert como rei.
Em 1398 e 1399, Bonifácio IX apelou à Europa cristã em favor do imperador bizantino Manuel II Paleólogo, ameaçado em Constantinopla pelo sultão Bayezid I, mas houve pouco entusiasmo por uma nova cruzada naquele momento. Santa Brígida da Suécia foi canonizada pelo Papa Bonifácio IX em 7 de outubro de 1391. As universidades de Ferrara (1391) e Fermo (1398) devem a ele sua origem, e a de Erfurt (na Alemanha), sua confirmação (1392).

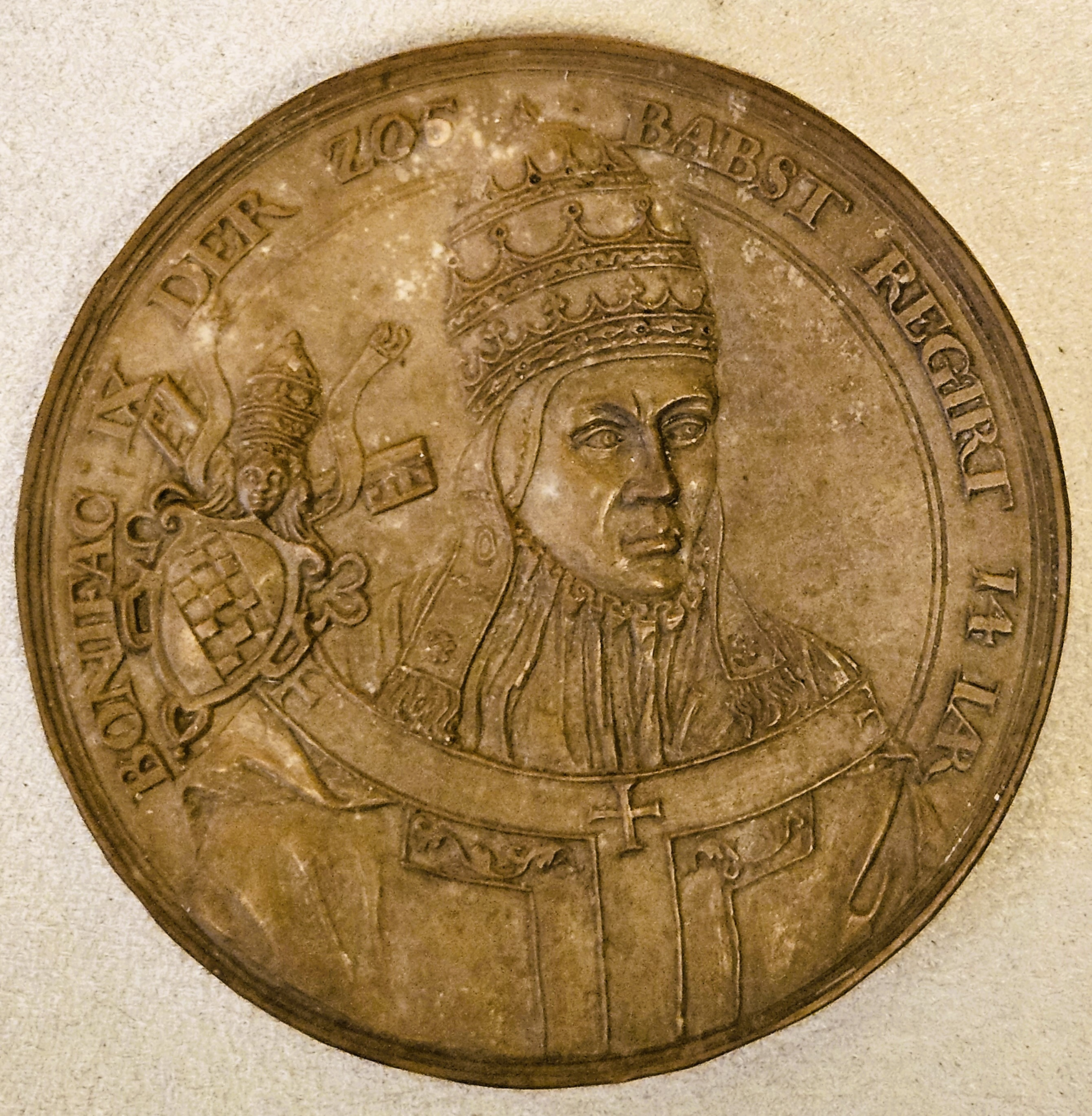
Moeda retratando o Papa Bonifácio IX, Museu Bode, Berlim

 Bonifácio IX morreu em 1404 após uma breve doença.
Bonifácio IX era um político franco, à procura de recursos como os outros príncipes da Europa, à medida que os custos da guerra moderna aumentavam e os apoiadores precisavam ser incentivados com presentes, pois o governo do século XIV dependia desse apoio pessoal que um governante temporal conseguia reunir e manter. Todos os príncipes do final do século XIV foram acusados de ganância por críticos contemporâneos, mas entre eles Bonifácio IX era considerado excepcional. O comércio de benefícios, a venda de dispensas e outros meios semelhantes não cobriram a perda de fontes locais de receita na longa ausência do papado de Roma, a diminuição da receita estrangeira devido ao cisma, os custos com a pacificação e fortificação de Roma, as constantes guerras tornadas necessárias pela ambição francesa e a reconquista gradual dos Estados Papais. Bonifácio IX certamente proveu generosamente sua mãe, seus irmãos Andrea e Giovanni, e seus sobrinhos, no espírito da época. A Cúria também foi talvez igualmente responsável por novos métodos financeiros que estavam destinados, no século seguinte, a despertar sentimentos amargos contra Roma, especialmente na Alemanha.